# Митрофан (Вицинский)
Архиепи́скоп Митрофа́н (в миру Марк Алексеевич Вицинский; 24 апреля 1807, Богучар — 19 ноября 1887) — епископ Русской православной церкви, архиепископ Донской и Новочеркасский.

## Биография
Родился в семье дьячка города Богучар, Воронежской губернии.
23 октября 1829 года окончил курс Воронежской духовной семинарии.
20 ноября 1831 года рукоположён во диакона, 21 ноября того же года — во священника.
Овдовел. 11 апреля 1836 года принял монашество.
27 сентября 1839 года окончил курс Киевской духовной академии и назначен инспектором Полтавской духовной семинарии, 31 декабря того же года удостоен звания магистра.
С 31 декабря 1842 года — профессор Орловской духовной семинарии.
21 октября 1848 года переведён в Киев. 16 апреля 1849 года перемещён в Кишинёв.
С 20 мая 1851 года — настоятель Фрумошского монастыря Кишинёвской епархии, 21 января возведён в сан игумена.
31 мая 1851 года назначен ректором Кишинёвской духовной семинарии, 24 июня возведён в сан архимандрита и 9 ноября того же года определён настоятелем Гербовецкого монастыря.
С 9 июня 1852 года — настоятель Курковского монастыря во имя Рождества Богородицы.
28 мая 1862 года хиротонисан во епископа Екатеринбургского, викария Пермской епархии.
С 9 ноября 1866 года — епископ Оренбургский и Уральский.
Был председателем Комитета Оренбургского православного миссионерского общества, он пожертвовал в пользу этого общества 11200 рублей. Состоял почетным членом Церковно-археологического общества.
В апреле 1879 года возведён в сан архиепископа и в том же году 23 мая назначен архиепископом Донским и Новочеркасским.
Отличался снисходительностью, кротостью и отеческой любовью в отношениях к своим подчиненным; в донской епархии много заботился о миссионерском деле, духовно-учебных заведениях, о церковных школах, открыл братство.
Скончался 19 ноября 1887 года. По завещанию оставил в пользу епархиальных учреждений до 15 тыс. рублей. Погребён в склепе под Богородице-Рождественской церковью, что при загородной архиерейской церкви.